# Icilio Bandini
Icilio Bandini (Siena, 1843 – Siena, 5 luglio 1911) è stato un avvocato italiano.

## Biografia
Icilio Bandini nacque a Siena nel 1843, conseguì la laurea in giurisprudenza e praticò la professione di avvocato nella città natia. A Siena impegnò le proprie doti di amministratore e l'interesse per le questioni agrarie nel Comizio agrario del Circondario - del quale fu segretario dal 1870 e vice-presidente nel biennio 1877-1878 - e nel Concorso agrario, al cui interno ricoprì la carica di vice-presidente della Commissione ordinatrice (1886-1889). I suoi interessi si rivolsero anche verso la questione assistenziale fin dal 1888, quando fu eletto socio della Società di esecutori di pie disposizioni da parte del Consiglio comunale di Siena. In tale veste, nel biennio 1889-1890, fece parte della Commissione permanente e nei bienni 1898-1899 e 1901-1902 del Consiglio esecutivo. Nel 1891 divenne presidente della Deputazione del Pio ricovero di mendicità, dedicandosi a questo istituto fino al momento della morte, promuovendo importanti riforme quali l'istituzione dell'"Asilo dei giovanetti abbandonati di Siena" e la costituzione dell'"Ospizio dei cronici di Siena" eretti in Ente morale con Regio decreto del 1º agosto 1904. Proprio nel 1904 Icilio Bandini accettò l'importante carica di rettore della Società di esecutori di pie disposizioni, che gli fu riconfermata per i due bienni successivi fino al 1908; l'incarico di rettore si andava a sommare ad un altro impegno amministrativo, quello di sindaco del Comune di Monteriggioni. In questa carica Icilio Bandini rimase per tre mandati consecutivi, dal 5 agosto 1899 al 24 agosto 1907, e fu protagonista in qualità di primo cittadino della polemica circa la proposta del Comune di Siena di incorporare il territorio del Comune di Monteriggioni, proposta alla quale si oppose fortemente.
La vita amministrativa della città di Siena lo vide protagonista anche in qualità di consigliere e assessore del Comune, consigliere e deputato provinciale, deputato al Monte dei Paschi, operaio del Conservatorio di Santa Maria Maddalena (1888).  Icilio Bandini morì, dopo lunga malattia, nel luglio del 1911.
Tra i suoi scritti, oltre a vari articoli pubblicati su periodici di agricoltura, - quali "Il Progresso Agricolo-Commerciale della Toscana" (1898-1900), "Giornale d'Agricoltura, Industria e Commercio del Regno d'Italia" (1884-1889), "L'Agricoltura Italiana" (1879-1883) -, ricordiamo: "Ancora due parole sulle elargizioni dei Comuni rurali nella festa dello Statuto", Siena, Moschini, 1877; "Cenni biografici di Sallustio Bandini", Siena, Mucci, 1877; "Modo di solennizzare la festa dello Statuto dei Comuni Rurali", Bologna, Tip. dei Compositori, 1879; "Relazione sulla trasformazione della Scuola Agraria e d'Arti e Mestieri in Istituto Tecnico", Siena, Tip. dell'Ancora, 1879; "Risultati del perfosfato e del concime di stalla sulla coltura delle fave e del grano", Siena, Tip. dell'Ancora, 1885; "Due parole di commento al voto degli Agricoltori Italiani nell'8º Congresso in Roma sul Dazio dei Cereali", Siena, Lazzeri, 1886; "Sulla riunione dei RR. Conservatorî di Siena esaminata nel suo vero punto di vista storico, giuridico ed economico", Siena 1890; "Esperienze di concimazione con la 'calciocianamide' e la 'leucite' nella cultura del grano e delle fave", Firenze, Ricci, 1908; "L'assicurazione contro gli infortuni sul lavoro dei lavoratori agricoli", Firenze, Ricci, 1909..

## Archivio
L'archivio di Bandini Icilio è conservato presso la Biblioteca comunale degli Intronati di Siena. Il fondo è costituito da: Corrispondenza, Atti e documenti: atti e documenti di varia tipologia sono per lo più raccolti in nuclei omogenei a seconda degli incarichi ricoperti da Icilio Bandini; Manoscritti: si conservano testi manoscritti prevalentemente di argomento agrario, riferibili verosimilmente al periodo in cui Icilio Bandini fu, prima segretario, poi vice-presidente del Comizio agrario del Circondario di Siena (1870-1878); Ritagli di giornali; Raccolte di materiale bibliografico, di giornali, riviste.